# Body shaming

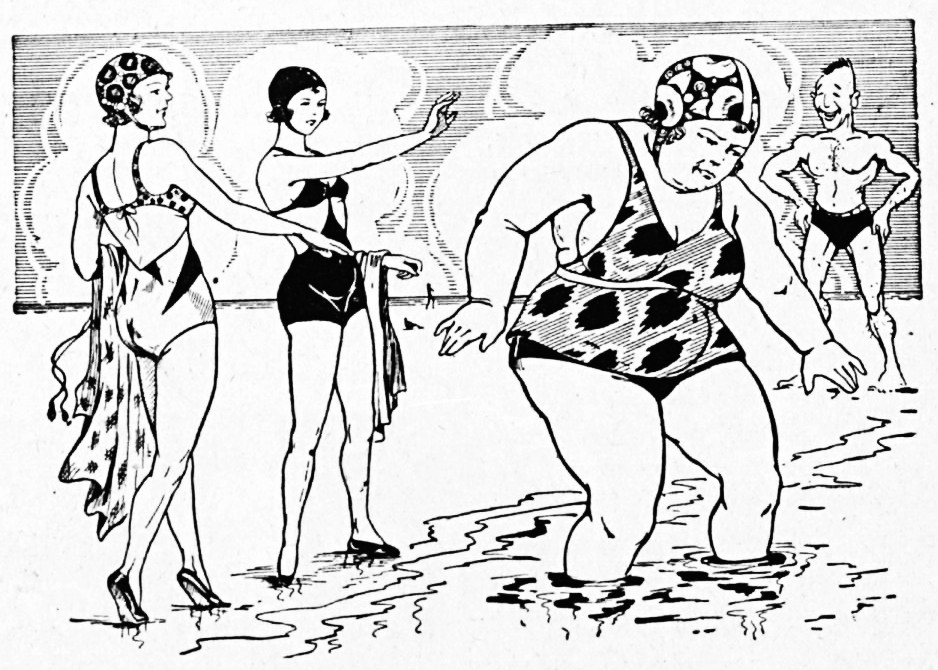
Esempio di body shaming nella pubblicità (1942)

Il body shaming o derisione del corpo è l'atto di deridere e/o discriminare una persona per il suo aspetto fisico.
Qualsiasi caratteristica fisica umana può essere presa di mira: l'adiposità o la magrezza, la statura (vedasi discriminazione sulla statura), la presenza, l'assenza o la cura della peluria corporea, il colore dei capelli, la calvizie e l'acconciatura, la forma e le dimensioni del pene, del naso, del seno, del bacino o del sedere, la muscolatura, la presenza o meno di tatuaggi o piercing, o anche malattie e disturbi considerati antiestetici come l'acne e la psoriasi, il colore dei capelli ecc.

## Descrizione
Nel body shaming il carattere fisico viene colpito perché considerato non aderente ai canoni estetici della cultura in cui la vittima vive e non ha importanza se sia anormale o dannoso per la salute, né che la vittima abbia la possibilità di modificarlo o no. Il canone estetico, spesso lontano dalle caratteristiche di un corpo umano comune o sano, è posto come normale e necessario per considerare una persona apprezzabile e degna di rispetto: il corpo della vittima è al contrario considerato anormale, nonostante sia in genere più simile a quello della maggioranza della popolazione rispetto al modello estetico, e la vittima viene colpevolizzata e indotta alla vergogna, riducendone l'autostima e conducendola potenzialmente a problemi come disturbi alimentari, ansia, depressione e, in casi estremi, al suicidio.
Alcuni tipi di body shaming hanno origine antiche nella superstizione popolare, come la discriminazione contro le persone con i capelli rossi (rutilismo) e gli stereotipi verso le persone con capelli biondi (biondismo), altri derivano da mode diffuse in tempi molto recenti, come la grassofobia. I canoni estetici cambiano al variare dei luoghi e dei tempi e con essi le forme di discriminazione.
La derisione del corpo può colpire entrambi i sessi: gli uomini sono spesso soggetti a discriminazioni per le dimensioni del pene e la muscolatura, le donne per le dimensioni e la forma di seni, fianchi e natiche. Sono particolarmente soggetti al body shaming gli adolescenti, a causa della ricerca di accettazione sociale e dei cambiamenti fisici legati all'età, e le donne in post-parto. Il body shaming può essere aggravato dalla diffusione di modelli estetici nei mass media e nei social media e può sfociare in forme di bullismo e cyberbullismo.